# Sztuczny enzym

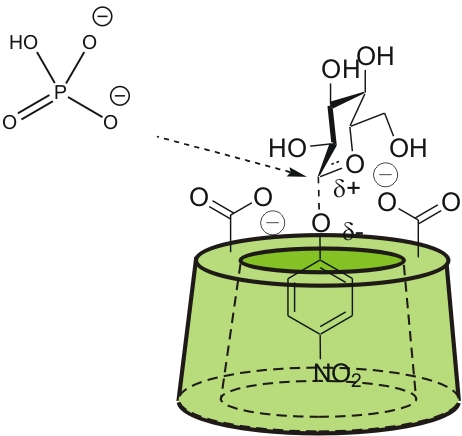
Schemat syntetycznej fosforylazy

Sztuczny enzym – syntetyczna cząsteczka organiczna, której mechanizm działania naśladuje mechanizm działania centrum aktywnego enzymów naturalnych.
W reakcji chemicznej katalizowanej przez enzym, główną rolę odgrywa jego centrum aktywne. W miejscu tym zachodzi wiązanie substratów oraz ich konwersja w produkty reakcji. Przyłączenie substratów do miejsca aktywnego enzymu ułatwia zbliżenie, reagujących ze sobą odpowiednich fragmentów cząsteczek, oraz wymusza ich odpowiedni kształt i ustawienie. Możliwe jest zaprojektowanie i synteza związków o przewidzianej strukturze przestrzennej w  taki sposób, by naśladowała ona centrum aktywne enzymów. W syntetycznych enzymach substraty wiązane są w podobny sposób umożliwiając zajście reakcji przez zbliżenie do siebie reagujących grup funkcyjnych. 
Przykładem sztucznego enzymu jest hydroksylaza skonstruowana w roku 1997 przez Ronalda Breslowa i współpr. i zawierająca reszty cyklodekstryny oraz jon manganu. Naśladuje ona działanie cytochromu P450 i jest zdolna jest do selektywnego przyłączania grupy hydroksylowej do wiązania podwójnego steroidu.
Znane obecnie enzymy otrzymane syntetycznie przyspieszają reakcje do dziesięciu tysięcy razy, jest to jednak wciąż dużo mniej niż naturalne enzymy.